# Seznam latvijskih smučarskih tekačev
Seznam latvijskih tekačev na smučeh.

## B
- Indulis Bikše
- Anete Brice

## E
- Patrīcija Eiduka

## L
- Arvis Liepiņš

## M
- Anda Muižniece

## P
- Jānis Paipals
- Roberts Plūme

## R
- Pavels Ribakovs

## S
- Roberts Slotiņš

## V
- Raimo Vīgants